# فرا دیاولو
فِـرا دیاوُلو (انگلیسی: Fra Diavolo؛ ‏ ۷ آوریل ۱۷۷۱ – ۱۱ نوامبر ۱۸۰۶) با نام اصلی «میکله پتسا» رهبر چریک‌های اهل پادشاهی ناپولی بود که در برابر اشغال شهر ناپل توسط نیروهای نظامی فرانسوی مقاومت و نبرد نمود و «الهام‌بخش قیام مردمی» در آنجا بود.
وی حضور پررنگی در در افسانه‌های عامیانه و داستان‌های قدیمی دارد. به او در چندین اثر الکساندر دوما اشاره شده اس، از جمله «آخرین شوالیه: ماجراهای کنت سنت اِرمین در عصر ناپلئون» که تا سال ۲۰۰۷ منتشر نشده بود و همچنین در داستان کوتاهی از واشینگتن اروینگ تحت عنوانِ «مهمانسرای تراسینا».